# Залмей Халилзад
Залмей Мамози Халилзад (на английски: Zalmay Mamozy Khalilzad); на пущунски: زلمی خلیلزاد) е посланик на САЩ в Организацията на обединените нации.

## Биография
Роден е на 22 март 1951 г. в Мазари Шариф, Афганистан, емигрира в САЩ, където защитава докторат в Чикагския университет. Той е етнически пущун и мюсюлманин.
От 1979 до 1989 г. е доцент по политология в Колумбийския университет и си сътрудничи със Збигнев Бжежински. През 1984 г. работи в Държавния департамент на САЩ заедно с Пол Улфовиц, който тогава е директор за планиране на политики. От 1985 до 1989 г. е съветник на администрацията на Роналд Рейгън за съветската война в Афганистан и Ирано-иракската война. През 1990 – 1992 г. е заместник-подсекретар за планиране на политики в Министерството на отбраната на САЩ при президента Джордж Х. У. Буш.
Като един от членовете на Проекта за новия американски век Халилзад подписва писмото на президента Бил Клинтън, изпратено на 26 януари 1998 г., в което се призовава за „премахване на Саддам Хусейн и неговия режим от власт“ посредством „пълен набор от дипломатически, политически и военни усилия.“ След атентатите от 11 септември 2001 г. президентът Джордж У. Буш използва експертизата на Халилзад в планирането на войната в Афганистан.
На 31 декември 2001 г. е назначен за специален пратеник в Афганистан, а през ноември 2003 г. – за американски посланик в Афганистан. От юни 2005 до април 2007 г. е посланик на САЩ в Ирак, след което е назначен за американски посланик в ООН.
През октомври 2021 г. CNN съобщи, че Залмай Халилзад, главният пратеник на САЩ за Афганистан, ще напусне поста си в Афганистан, след края на изтеглянето на американските сили в Афганистан.